# Walthill
Walthill è un comune degli Stati Uniti d'America, situato nello Stato del Nebraska, nella contea di Thurston.